# Kormányszóvivő.hu
A kormanyszovivo.hu a Miniszterelnöki Hivatal megrendelésére készült honlap volt, amely az újságírók – elsősorban a vidéken és külföldön élők – munkáját volt hivatott megkönnyíteni kétirányú videoközvetítés és videoarchívum segítségével. A 2008 nyár elején indult rendszer azonnal a kritikák középpontjába került, miután számos informatikai szakértő túlzónak tartotta a költségeit. A domain 2011 áprilisa óta már nem elérhető, csupán átirányításként működik a kormány weboldalára.

## A honlap
A honlap a kormánnyal kapcsolatos általános információk és szöveges hírek mellett valós időben közvetíti a kormányszóvivők sajtótájékoztatóit, és az újságírók szövegesen vagy webkamera segítségével azonnal kérdezhetnek is. A korábbi sajtótájékoztatók megtekinthetők a videoarchívumban, ami az elhangzott szöveg alapján kereshető. A sajtó munkatársai regisztrációt és adatellenőrzést követően vehetik igénybe a rendszert, külső látogató csak a szöveges tartalmakhoz férhet hozzá.
A rendszer 200 millió forintba került, ebből a hardver (szerverek és adattároló egységek) ára 80 millió, a tervezés, a fejlesztés, az oktatás és az adatfeltöltés ára 100 millió, a MySQL-licenc 4,1 millió, az Adobe-szoftverek licence 5,5 millió, a közvetítő-, archiváló-, beszédfelismerő-, és keresőszoftver 9,6 millió forint volt. A beszerzése (a szoftvereket leszámítva) a nagy teljesítményű számítógép- és tárolórendszerekre vonatkozó 2007-es kormányzati keretmegállapodás alapján történt.

## Kritikák
A legtöbb kritika a rendszer árát érte. A megszólaló szakértők többsége egy ilyen oldal költségeit – az állami megrendelésekre jellemző magasabb árakat is figyelembe véve – 20–50 millió forint közé becsülte. A Fidesz és az MDF azt is kétségbevonta, hogy egyáltalán szükség van ilyen oldalra egy egyszerű szöveges híroldal helyett. A kormány ígéretet tett, hogy részletes elszámolást fog közzétenni a költségekről.
Kifogásolták a megvalósításbeli hibákat is, például hogy az oldal kezdetben hibásan jelent meg Internet Explorer 6 alatt, valamint az angol változat hiányosságait.
Egy blogger aktivizálta magát, és elkészítette a kormanyszovivo.hu „klónját”, „0 millió forintból egy éjszaka (4 óra) alatt”.
A klónoldal kezdetben a kormanyszovivo.hu másolatának indult, hogy prezentálják: a hírhedt összeg kiadása indokolatlan volt és a látható szolgáltatásokat meg lehetett volna oldani energiatakarékosabb és olcsóbb módon is.
A csak regisztráció után hozzáférhető tartalmak magvasságával szemben is kifogások hangzottak el.
205,58 millióba került a kormányszóvivő.hu (költségek és eszközök).
Nincs minden közérdekű adat ingyen, közel 100 000 forintba kerül, ha meg akarjuk ismerni a kormányszóvivői oldal beszerzésével kapcsolatos adatokat.

## Külső hivatkozások
- kormanyszovivo.hu